# Grube David
Die Grube David ist eine ehemalige Eisen-Grube des Bensberger Erzreviers in Bergisch Gladbach. Das Gelände gehört zum Stadtteil Romaney. Das Grubenfeld wurde am 11. Januar 1869 auf Eisen verliehen und befand sich in jüdischem Eigentum. Die Grube ist nach dem alttestamentlichen König David benannt, einer besonders identitätsstiftenden Person des Judentums (vgl. z. B. Davidstern). Die Berechtsamsakte der Grube David wurde durch Beschluss des Oberbergamtes Bonn vom 18. September 1937 gelöscht und vernichtet. Lokale Volkskundler sehen darin den Versuch des NS-Regimes, jüdische Namen dauerhaft zu beseitigen. Im Berggrundbuch findet sich folgender Vermerk: „Wegen Aufhebung des Bergwerkseigentums geschlossen am 10. November 1937.“ Der Fundpunkt der Grube lag etwa 200 m östlich des Bauernhofs Kuckelberg an einem kleinen Bach. Dort sieht man noch heute einige kleinere Schurfstellen. Über die  Betriebstätigkeiten ist nichts bekannt.